# Mosze Bejski
Mosze Bejski (ur. 29 grudnia 1921 w Działoszycach, zm. 6 marca 2007 w Tel Awiwie) – żydowski polityk, działacz ruchu syjonistycznego, sędzia i przewodniczący komisji Sprawiedliwych izraelskiego instytutu Jad Waszem, inicjator Ogrodów Sprawiedliwych w Jerozolimie oraz współtwórca definicji „Sprawiedliwy wśród Narodów Świata”.

## Życiorys
Przed II wojną światową działał w organizacjach syjonistycznych, planując wyjazd do Palestyny. We wrześniu 1939 nie został powołany do polskiej armii. We wrześniu 1942 deportowany przez Niemców z rodzinnych Działoszyc do obozu pracy w Podgórzu w okolicach Krakowa, skąd po ucieczce powrócił do Działoszyc, gdzie nawiązał kontakt z grupą syjonistów. Następnie był ukrywany w Krakowie przez Mariana Włodarczyka. Ponownie znalazł się w obozie pracy w Podgórzu, skąd w styczniu 1943 przeniesiono go do obozu w Płaszowie. Spotkał tam braci Uriego i Dowa. Wkrótce wszyscy trzej podjęli pracę w fabryce Rekord, należącej do Oskara Schindlera. Po zajęciu Polski przez armię sowiecką, w 1945 udał się przez Pragę do Austrii, skąd zaopatrzony w fałszywe dokumenty dotarł do Palestyny. W latach 1947–1949 oficer armii izraelskiej. Następnie ukończył studia prawnicze w Afryce Wschodniej, podjął pracę w kancelarii Rotenshtreich-Gizelter. W kwietniu 1961 występował jako świadek w procesie Eichmanna. Był pierwszym prezesem Komisji Sprawiedliwych przy Instytucie Jad Waszem, działającej od 1 lutego 1963